# IC 2035
IC 2035 је спирална галаксија у сазвјежђу Часовник која се налази на листи објеката дубоког неба у Индекс каталогу.
Деклинација објекта је - 45° 31' 2" а ректасцензија 4h 9m 1,8s. Привидна величина (магнитуда) објекта IC 2035 износи 11,5 а фотографска магнитуда 12,5. Налази се на удаљености од 16,5 милиона парсека од Сунца. IC 2035 је још познат и под ознакама ESO 250-7, AM 0407-453, PGC 14558.